# Muttenz
Muttenz is een gemeente en plaats in het Zwitserse kanton Basel-Landschaft, en maakt deel uit van het district Arlesheim. Muttenz telt 17.370 inwoners.

## Geografie
Muttenz ligt ten oosten van de stad Bazel en tegen de Rijn noordelijk aangegroeid, zuidelijk ligt het Gempenplateau en zuidoostelijk de Wartenberg met haar ruïnes. Muttenz is een industrieplaats, die werkgelegenheid biedt aan circa 14.000 mensen en deelt dit grote industriegebied met de gemeenten Birsfelden en Pratteln.

## Geschiedenis
Onder de Romeinse overheersing bestond er al een nederzetting genaamd Montetum, die door de Alemaanse invasie genoemd werd als Mittenza sinds de 3e eeuw. Tegen het begin van de 9e eeuw kwam het district in bezit van het Prinsbisdom Straatsburg. In de volgende eeuwen kwam het in verschillende handen in leenbezit van onder andere de graven van Homburg, heren van Frohburg en Münch van Münchenstein.

## Geboren
- Emma Brenner-Kron (1823–1875), schrijfster
- Claudio Circhetta (1970), voetbalscheidsrechter

## Afbeeldingen

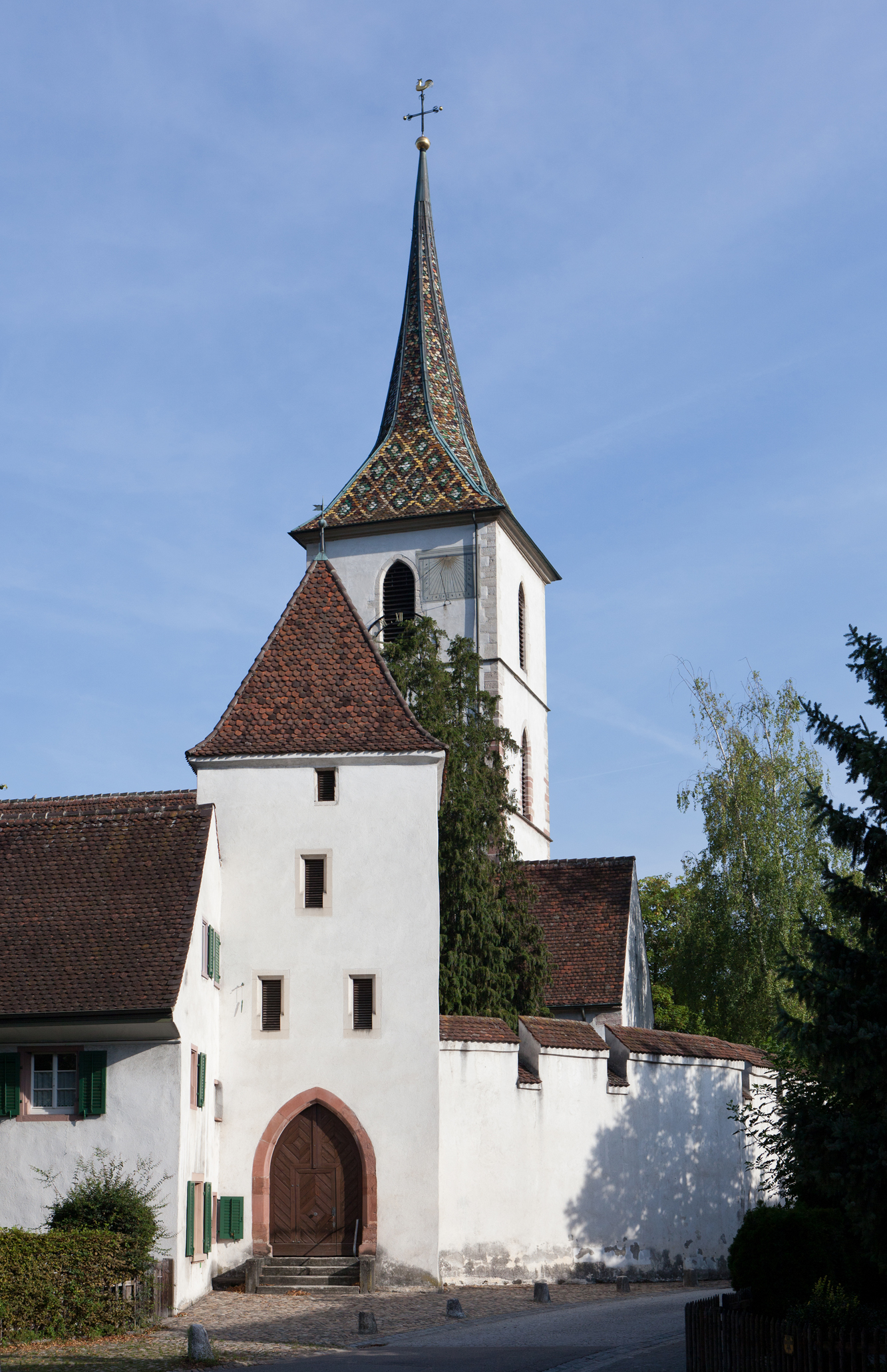
De gedraaide toren van de Wehrkerk Sint-Arbogast in 2012